# IC 5017
IC 5017 ist eine linsenförmige Galaxie vom Hubble-Typ S0/r im Sternbild Indianer am Südsternhimmel. Sie ist schätzungsweise 334 Millionen Lichtjahre von der Milchstraße entfernt und hat einen Durchmesser von etwa 100.000 Lj.
Die Typ-Ia-Supernova SN 2002dm wurde hier beobachtet.
Das Objekt wurde am 17. Mai 1904 von Royal Harwood Frost entdeckt.